# Pyrrhoglossum stipitatum
Pyrrhoglossum stipitatum är en svampart som beskrevs av Singer 1948. Pyrrhoglossum stipitatum ingår i släktet Pyrrhoglossum och familjen spindlingar.   Inga underarter finns listade i Catalogue of Life.